# Корчовка (Черняховский район)
Корчовка (укр. Корчівка) — село на Украине, основано в 1654 году, находится в Черняховском районе Житомирской области.
Код КОАТУУ — 1825687602. Население по переписи 2001 года составляет 155 человек. Почтовый индекс — 12325. Телефонный код — 4134. Занимает площадь 7,85 км².

## Адрес местного совета
12334, Житомирская область, Черняховский р-н, с. Слепчицы, ул. Советская, 91